# チッペンハム・タウンFC
チッペンハム・タウン・フットボールクラブ（Chippenham Town Football Club）はイングランド、ウィルトシャー州、ノース・ウィルトシャー、チッペンハムを本拠地とするサッカークラブチームである。2017-2018シーズンはカンファレンス・サウス（6部相当）に所属。

## 歴史
1873年創設。1904/05シーズンにウェスタンリーグに参加している。1951/52シーズンにはウェスタンリーグを制覇し、クラブ初タイトルを獲得した。1980/81シーズンにウェスタンリーグ・ディヴィジョン1を制して以降は、長くタイトルから遠ざかっている。2000/01シーズンに現在のサウザンリーグに昇格。翌2001/02シーズンにはプレミアディヴィジョンへと連続して昇格を果たしている。
2005/06シーズンと2007/08シーズンには昇格プレーオフに進出したが、いずれも昇格は果たせなかった。

## 不名誉な記録
2008年12月27日に行われた、2008/09シーズンのサウザンプレミアリーグ、第 節のバーシュリーFCにおいて、チッペンハム所属のミッドフィールダー、デビッド・プラットが、相手チームの選手を突き飛ばしたことによりレッドカードを受け退場処分となった。その結果、世界最速の退場記録を樹立した。これは試合開始後、わずか3秒での出来事であった。

## タイトル

### 国内タイトル
- ウェスタンリーグ:1回

1951-1952
- ウェスタンリーグ・ディヴィジョン1:1回

1980-1981

### 国際タイトル
- なし

## 過去の成績
- 2006-2007

Southern League Premier 7位
- 2007-2008

Southern League Premier 4位

## 歴代所属選手
- デビッド・プラット 2008-2009
- タイロン・ミングス 2012